# Sipha aegilopis
Sipha aegilopis är en insektsart. Sipha aegilopis ingår i släktet Sipha och familjen långrörsbladlöss. Inga underarter finns listade i Catalogue of Life.